# Peltosaari (ö i Lappland, Tunturi-Lappi, lat 68,04, long 23,75)
Peltosaari är en ö i Finland. Den ligger i sjön Liepimäjärvi och i kommunen Muonio i den ekonomiska regionen  Fjäll-Lappland  och landskapet Lappland, i den norra delen av landet, 900 km norr om huvudstaden Helsingfors. Öns area är 1,7 hektar och dess största längd är 230 meter i sydöst-nordvästlig riktning.